# 니콜라이 레스코프

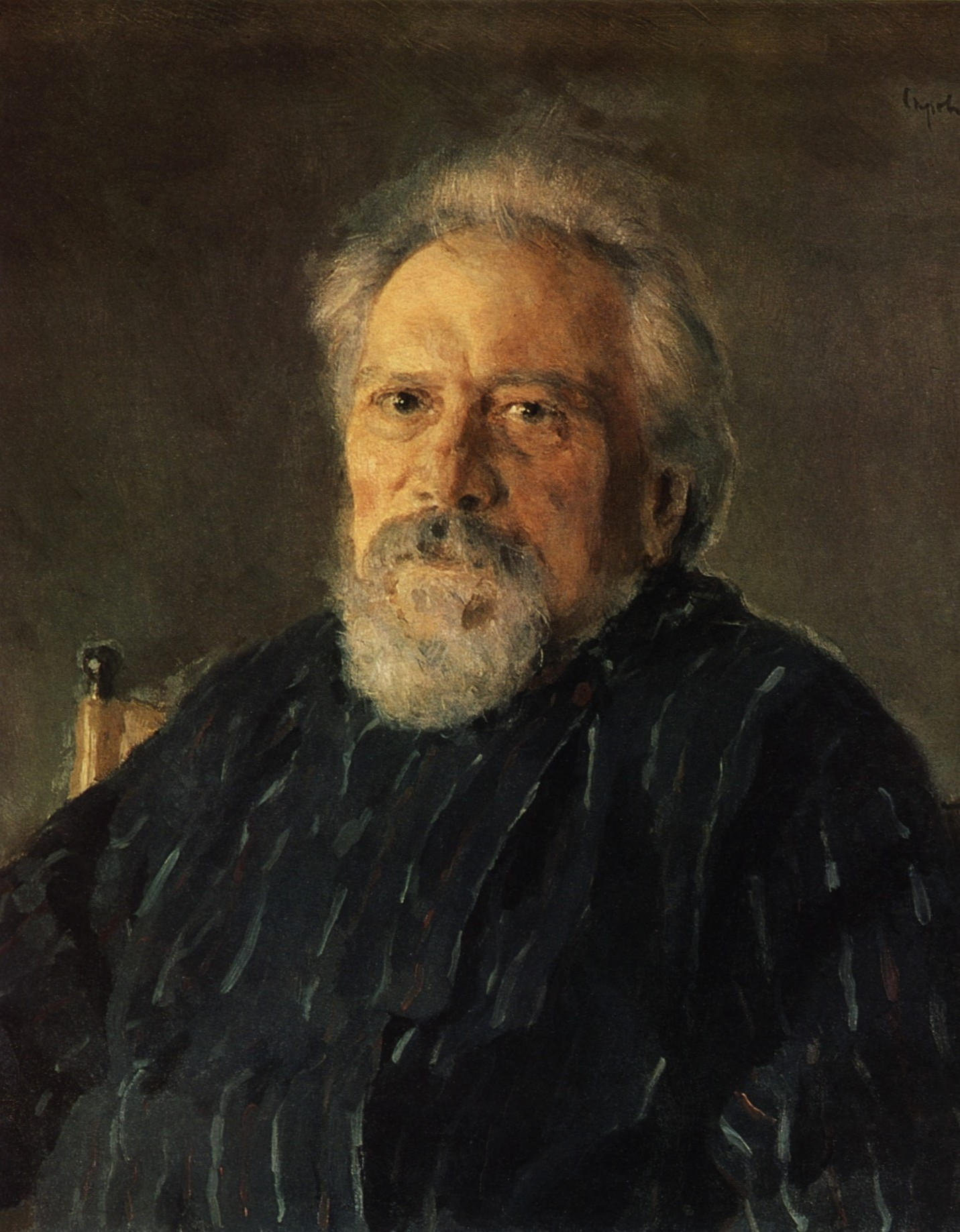
1894년 초상화

니콜라이 레스코프(러시아어: Никола́й Семёнович Леско́в, 1831년 2월 16일 ~ 1895년 3월 5일)는 러시아의 소설가이다.
오룔현의 하급 관리의 집안에서 태어났다. 부친사망 후 가계를 돕기 위해 오룔의 형사재판소에 근무(1847), 2년 후 키예프로 전근하여, 키예프 대학 청강생이 되었다. 그 후 여러 일에 종사했는데 실생활의 풍부한 체험은 후의 작가활동(본격적으로는 1861년부터)에 커다란 도움이 되었다.
그의 이름을 떨친 것은 니힐리스트 및 혁명가를 조소한 장편 <막다른 길>(1864) 등에 의한 것이나 그는 단순한 보수적 작가는 아니다. 그의 특질은 장편 <수도원의 사람들>(1872)보다는 <므첸스크군(郡)의 마크베스 부인>(1864, 후에 쇼스타코비치가 오페라화했다), <매혹된 여행자> <봉인된 천사>(다같이 1873) 등의 중·단편 소설에 있다. 그가 민중어를 도입하고 스릴 넘치는 에피소드를 도처에 깔아놓은 경쾌한 스타일은, 러시아의 다양한 세태풍속을 묘사한 특이한 것이다. 당대의 작가 중 줄거리의 흥미에 중심을 둔 점에서는 유일한 인물이라 하겠다.